# Луиза София Августенбургская
Луиза София Адельгейда Генриетта Амалия Шлезвиг-Гольштейн-Зондербург-Августенбургская (нем. Louise Sophie Adelheid Henriette Amalie von Schleswig-Holstein-Sonderburg-Augustenburg; 8 апреля 1866, Киль — 28 апреля 1952, Бад-Наухайм, Гессен) — принцесса из Августенбургского дома, дочь герцога Фридриха VIII Шлезвиг-Гольштейнского и его супруги Адельгейды Гогенлоэ-Лангенбургской.

## Биография

### Происхождение
Луиза София — шестая дочь герцога Фридриха VIII Шлезвиг-Гольштейнского и его супруги Адельгейды Гогенлоэ-Лангенбургской. Луиза приходилась младшей сестрой королеве Пруссии и впоследствии императрице Германии Августе Виктории.
Дедушкой Луизы был герцог Кристиан Август Августенбургский, внук датского короля Кристиана VIII. Бабушка принцессы Феодора приходилась сводной сестрой королеве Виктории.

### Брак
24 июня 1889 года Луиза вышла замуж за принца Фридриха Леопольда Прусского. Он был единственным сыном генерал-фельдмаршала Фридриха Карла Николая и принцессы Марии Анны Ангальт-Дессауской, правнучки короля Фридриха Вильгельма III. Церемония состоялась в берлинском дворце Шарлоттенбург. Один из зрителей отметил, что «церемония была выполнена с блеском, который требовался на этот случай, но без излишней помпы».

## Дети
| Имя                         | Фото | Годы жизни  | Примечания                                        |
| --------------------------- | ---- | ----------- | ------------------------------------------------- |
| Виктория Маргарита Прусская | tumb | 1890 — 1923 | Вышла замуж за Генриха XXXIII Рейсс-Кестрицского. |
| Фридрих Сигизмунд Прусский  |      | 1891 — 1927 |                                                   |
| Фридрих Карл Прусский       |      | 1893 — 1917 | Погиб в Первую мировую войну.                     |
| Фридрих Леопольд Прусский   |      | 1895 — 1959 |                                                   |